# Кун, Каролос
Ка́ролос Кун (греч. Κάρολος Κουν; 13 сентября 1908, Бурса — 14 февраля 1987, Афины) — видный греческий театральный режиссёр.

## Детские годы
Каролос Кун родился в османском городе Бурса, в 1908 году, в православной греческой семье. Его мать, Мельпомена Пападопулу, была православной гречанкой, отец, богатый коммерсант и космополит, Генрих Коэн имел на половину православное греческое происхождение и на половину германо-польское еврейское происхождение.
Родители длительное время пребывали вне семьи, что привело к их разводу. Мать вышла вновь замуж. Каролос, единственный ребёнок семьи, вырос в буржуазном доме, с пруссачкой гувернанткой, православным попом учителем и преподавательницей фортепиано. Кроме музыки, его увлечением в детском возрасте было рисование акварелью.
Каролос был послан учиться и жить (интернат) в американский «Робертов Колледж» Константинополя, учреждённом в 1863 году Киром Хамлином, но получившем своё имя после дара в 400 тысяч долларов от американского коммерсанта Кристофера Роберта. В Колледже учились дети со всего Балканского полуострова, но в 1922 году новые турецкие (кемалистские) власти запретили преподавание в Колледже греческого языка.
В театральной труппе Колледжа занимал пост секретаря. В качестве актёра отличился в исполнении женских ролей. Когда Кун окончил Колледж в 1928 году, Константинополь был уже иным и чужим для него. Все его родственники покинули город.

## Афины
В том же, 1928 году, Кун уехал во Францию и продолжил учёбу в университете Сорбонны, где учился эстетике.
В 1929 году, вместе с матерью, он уехал в Афины, где получил работу преподавателем английского языка в греко-американском «Афинском колледж».
Его первой работой в качестве театрального режиссёра была постановка «Конец путешествия Шерифа», после чего, со своими учениками из Колледжа, он представил комедии Аристофана («Птицы», «Лягушки», «Циклопы», «Плутос») и Шекспира («Сон в летнюю ночь»).
Решительным событием в биографии Куна стало его знакомство с беженцем из малоазийского Айвалыка, иконописцем и писателем, Фотисом Кондоглу). Впоследствии Кун говорил, что именно Кондоглу помог ему познать настоящую Грецию, и открыться всему греческому.
В своей попытке вернуть на сцену истинно греческое, зимой 1933 года, вместе с художником и режиссёром Яннисом Царухисом и журналистом Дионисием Диварисом он создал «Народную Сцену» (1934-36). В первом представлении трагедии «Эрофили» Георгия Хортациса (1550—1660) 29 апреля 1934 года в театре «Олимпия», Кун расположил актёров как в иконах Кондоглу, обеспечив освещение подобное освещению подсвечника.
В 1938 году он оставил колледж и начал сотрудничать с различными театральными труппами (Катерины Андреади, Марики Котопули, и др.). Его мечтой стало создание собственной труппы, с преданными актёрами, разделяющими его взгляды.

## Театр Искусства
Парадоксально, что первый пик в театральном творчестве Куна приходится на годы тройной, германо-итало-болгарской, оккупации Греции, во Вторую мировую войну.
Можно только предполагать, что никто из театрального общества Афин не докладывал нацистам о еврейском происхождении его отца, или что в расовых калькуляциях нацистов Кун не добирал до еврея, но остаётся фактом, что Кун создал свой «Театр Искусства» в 1942 году.
Первой постановкой стала Дикая утка (пьеса) Ибсена.
Впоследствии Кун говорил: «У этих двух мы нашли самого себя», подразумевая Ибсена и Чехова. «Театр Искусства» Куна поставил Генрика Ибсена, Бернарда Шоу, Луиджи Пиранделло, а после освобождения, впервые в Греции, Лорку, Уильямса, Миллера и др.
Также, в том же году (1942), он создал «Драматическую школу» при своём театре, в которой учились видные режиссёры и актёры послевоенного поколения греческой сцены. Кун, театральный педагог, говорил: «Мы не занимаемся театром для театра. Мы не занимаемся театром, чтобы прожить. Мы занимаемся театром, чтобы обогатить самих себя, нашу публику и чтобы все вместе мы помогли создать широкую, духовно богатую и полную культуру на нашей земле». Он же говорил: «Отправной точкой и основой театра, как и любой формы искусства, является поэзия и магия. Если их нет, нет театра».

## После войны
Финансовые трудности привели к закрытию «Театра Искусства» (1949), который однако вновь открылся в 1954 году, в подземном амфитеатре в «Стоа Орфея».
В этот период (1950-1953) Кун сотрудничал с Национальным театром Греции, поставив Чехова (Дядя Ваня, Три сестры), Пиранделло («Генрих IV»), и др.
С учениками своей «Драматической школы», в 1954 году, когда он воссоздал «Театр Искусства», кроме известных старых драматургов, Кун представил новые течения зарубежного послевоенного театра (Брехт, Бертольт, Ионеско, Эжен, Сэмюэл Бекет, Пинтер, Фо, Дарио и др.
Одновременно Кун представил работы многих талантливых молодых греческих театральных писателей — Г. Севастикоглу, Якова Камбанеллиса, Кехаидиса, Скуртиса, Лулы Анагностаки, Эфтимиадиса и вновь обратился к древним трагикам и Аристофану.
С 1957 года он ставит древние драмы. Сначала в своём театре он поставил «Плутос» и в 1959 году поставил «Птицы» Аристофана, которые были сочтены представлением — скандалом, в силу своей авангардной формы Публика реагировала возгласами негодования и даже правительство вмешалось в театральные дела.
Тремя годами позже постановка была повторена в Париже, на «Фестивале Наций» и получила первую премию. Публика и критика встретила постановку восторженно.
После чего он ставил свои работы на театральном Фестивале Эпидавра, и прοдолжил работать в «Театре Наций» Парижа, в Лондоне, Цюрихе, Мюнхене, Москве, Ленинграде, Варшаве, Венеции, фестивале Вены, международном театральном фестивале Белграда, на Греческой неделе в Дортмунде, фестивале Фландрии и в скандинавских столиц, с постановками «Птицы», «Персы», «Семеро против Фив», « Ахарняне», «Царь Эдип», « Лисистрата», «Вакхи» и «Мир».
Несмотря на уважение и признание за границей и частое неприятие его работы у себя дома, Кун отказывался работать режиссёром в больших и признанных театрах Европы и Америки. Единственное исключение он сделал в 1967 году, когда поставил в Стратфорде «Ромео и Джульетту», после приглашения Королевского шекспировского театра. Кун был вторым иностранным режиссёром в течение тридцати лет, приглашённым ставить пьесу в этом театре. Английская критика охарактеризовала представление как лучшую щекспировскую постановку последнего десятилетия.
Он также представил работы иностранных театральных писателей, таких как Уайлдер (Наш городок), Сартр (За закрытыми дверями, Патрик (Августовкая луна), Уильямс (Внезапно прошлым летом, Татуированная роза, Лето и дым), Брехт (Кавказский меловой круг, Добрый человек из Сычуани), Ионеско («Носорог»), Миллер (Смерть коммивояжёра), О’Нил (Разносчик льда грядет), Беккет, Сэмюэл (В ожидании Годо), Пинтер, Олби, Арабал, Жене, и др. Большинство этих театральных писателей были впервые представлены в Греции «Театром Искусства».
Одновременно он поставил работы молодых греческих театральных писателей, таких как Камбаннелис, Кехаидис, Скуртис, Севастикоглу, Арменис, Л. Анагностаки («Двор чудес», «Ангела», «Город», «Вавилония», и др.).
Из его последних работ выделяются: «Игра резни» Ионеско (1970-71), «Троил и Крессида» Шекспира (1972-73), «Страх и отчаяние в Третьей империи» Брехта (1974-75), "Три сестры" Чехова (1975-76), «Настоящая исповедь Сократа» Костаса Варналиса (1976-77), «Самоубийца» Н. Р. Эрдмана (1977-78), «Четыре ножки стула» Камбанеллиса (1978-79), «Лавры» Д.Кехаидиса — Э. Хавиараса (1979-80), «Род» Г. Армениса (1980-81), «Мандат» Н. Р. Эрдмана (1981-82), «Ярмарка» Д. Кехаидиса (1982-83), «Захороненный ребёнок» С. Шепарда (1983-84), «Ни холодно, ни жарко» Franz Xaver Kroetz (1984-85), «Ричард III» Шекспира (1985-86), «Внутренние голоса» Эдуардо де Филиппо (1986-87), Звук оружия Л. Анагностаки (1986-87). Театр Искусства принял участие во многих театральных фестивалях в Греции (Афины Эпидавр, Филиппы и др.) и за рубежом (Лондон, Париж, Мюнхен, Вена и др.).
В период 1974—1983 Кун создал Вторую «Народную сцену», которая ставила постановки в пирейском Театре Веакиса.
В 1984 году греческое государство предоставило ему площадь в центральном районе Плака в Афинах для строительства Театра Карола Куна, который стал второй театральной сценой Театра Искусства.
Кун был награждён греческим орденом Феникса, серебряной медалью Афинской академии и премией Театра наций.
Своим завещанием, опубликованным несколько дней после его смерти в феврале 1987 года, Кун завещал имя Театра Искусства Георгиосу Лазанису, Мимису Куюмдзису и Георгиосу Арменису, поощряя их, чтобы они продолжили своё сотрудничество в «Театре Искусства Каролос Кун».
Кун написал исследования «Древняя трагедия и комедия» и «Режиссёр и древняя драма».
Как режиссёра, Куна занимали современные греческие работы и театральные представления, древняя драма и классический театр в современной трактовке.
Финансовое положение Куна начало улучшаться после 50 лет трудов, но его здоровье было подорвано. Кун умер в больнице 8 февраля 1987 года, в час когда его театр ставил премьеру пьесы Лулы Анагностаки «Звук оружия».
Незадолго до своей смерти Кун заявил: «Про меня сказали, что я хорошо поставил Аристофана и Эсхила и что представление „Птиц“ и „Персов“ были вехами в новейшей истории постановок древней драмы. Этого признания мне достаточно».
Своим ученикам Кун завещал: «Искусство велико. Мы подходим к нему с почтением и уважением. Мы не имеем права опускать его до своего роста».